# Maxim Nedasekau
Maxim Yurievich Nedasekau (en bielorruso: Максім Юр’евіч Недасекаў, Vítebsk, 21 de enero de 1998) es un deportista bielorruso que compite en atletismo, especialista en la prueba de salto de altura.
Participó en los Juegos Olímpicos de Tokio 2020, obteniendo una medalla de bronce en la prueba de salto de altura. Ganó una medalla de plata en el Campeonato Europeo de Atletismo de 2018 y una medalla de oro en el Campeonato Europeo de Atletismo en Pista Cubierta de 2021.
Durante la invasión rusa de Ucrania mostró públicamente su apoyo a la invasión y al régimen de Aleksandr Lukashenko, por lo que no puede competir internacionalmente de acuerdo a las normas de World Athletics.

## Palmarés internacional
| Juegos Olímpicos                     | Juegos Olímpicos  | Juegos Olímpicos  | Juegos Olímpicos |
| Año                                  | Lugar             | Medalla           | Prueba           |
| ------------------------------------ | ----------------- | ----------------- | ---------------- |
| 2020                                 | Tokio (Japón)     | Medalla de bronce | Salto de altura  |
| Campeonato Europeo                   |                   |                   |                  |
| Año                                  | Lugar             | Medalla           | Prueba           |
| 2018                                 | Berlín (Alemania) | Medalla de plata  | Salto de altura  |
| Campeonato Europeo en Pista Cubierta |                   |                   |                  |
| Año                                  | Lugar             | Medalla           | Prueba           |
| 2021                                 | Toruń (Polonia)   | Medalla de oro    | Salto de altura  |